# Cerasella (film)
Cerasella (titlul original: în italiană Cerasella) este un film de comedie italian, precursor al genului musicarelli din anii '60, realizat în 1959 de regizorul Raffaello Matarazzo, protagoniști fiind actorii Claudia Mori, Mario Girotti, Luigi De Filippo și Alessandra Panaro. Mario Girotti (care a devenit mai târziu celebru sub pseudonimul Terence Hill), în acel timp având douăzeci de ani, iar Claudia Mori, având doar 15 ani, și-au făcut debutul ca actori în rolul îndrăgostiților. Subiectul filmului este amplasat în Napoli și turnat pe plajele de pe coasta Amalfitană.

## Conținut
Cerasella este o tânără napolitană care urmează să se căsătorească cu Alfredo, fără să-l iubească. Chiar înainte de nuntă, ea fuge refugiindu-se pe o barcă mică, unde îl întâlnește pe bogatul și chipeșul Bruno care, la rândul său, este pe punctul de a se căsători cu Nora. Tatăl lui Bruno face presiuni ca fiul său să o părăsească pe Nora, bănuind că fata este interesată doar de averea familiei și nu de Bruno. Acesta nu acceptă ultimatumul tatălui și ca urmare este dezmoștenit. Băiatul și-a pierdut acum averea și, de asemenea, Nora care având în vedere situația, decide să-l părăsească.
Cerasella îl ajută pe Bruno să-și găsească un loc de muncă, cu condiția ca acesta să se prefacă iubitul ei: tânărul acceptă. Curând ficțiunea devine realitate, iar cei doi se îndrăgostesc. Tatăl lui Bruno, dându-și seama că tânărul a renunțat la tot pentru a se căsători cu Nora, consimte la căsătorie, iar Nora face totul pentru a-și recâștiga fostul iubit, ajungând chiar până la a calomnia pe Cerasella. Inițial, Bruno crede în Nora, părăsește serviciul și pe Cerasella, dar tatăl lui Bruno pune lucrurile imediat la punct după ce a purtat o discuție cu fata.

## Distribuție
- Claudia Mori – Cerasella
- Mario Girotti – Bruno
- Luigi De Filippo – Alfredo
- Alessandra Panaro – Nora
- Carlo Croccolo – Giuseppe Marzano
- Farfarella – Nannina

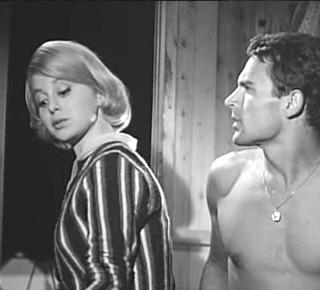
Alessandra Panaro și Mario Girotti într-o scenă din film

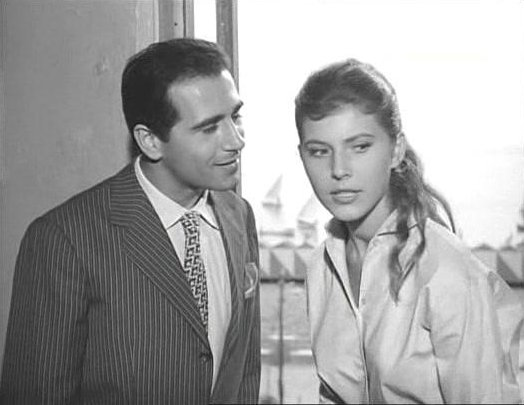
Luigi De Filippo și Claudia Mori, scenă din film

- Fausto Cigliano – interpretul cu chitara
- Franco Ricci – cântărețul
- Mario Carotenuto – tata lui Bruno
- Lia Zoppelli – mama lui Nora
- Luigi Pavese – generalul Bruno Coscia
- Salvatore Costa – Salvatore, unchiul lui Cerasella
- Peppino De Martino – căpitanul
- Tony Angeli – oficialul de la pichet
- Carlo Taranto – interpretul cu  mandolina
- Gina Mattarolo – Rosina, mătușa lui Alfredo
- Giancarlo Zarfati – Pasqualino, copilul
- Aldo Tarantino – Oreste, măcelarul
- Rino Genovese – colonelul

## Melodii din film
Cântecele din film sunt interpretate de Gloria Christian:
- Sarrà chissà...!, de Roberto Murolo
- Si 'nnato c'a cammisa, de Roberto Murolo
- Padrone d'o mare, de Tito Manlio și Salve D'Esposito
- Cerasella, de Enzo Bonagura, Ugo Pirro și Eros Sciorilli

Multe alte melodii ale filmului fac parte din repertoriul napolitan de cântece, care au participat la cel de-al "VII Festival della Canzone Napoletana". Cântecul „Cerasella” a câștigat locul I iar „Sarrà chissà...!” locul IV .